# Gottfried Spiegler
Franz Gottfried Gerhard Reinhold Spiegler (* 13. Mai 1891 in Berlin; † Februar 1970 in Ealing) war ein österreichischer Medizinphysiker, der bis 1938 in der Röntgentechnischen Versuchsanstalt in Wien tätig war und 1939 nach England emigrieren musste.

## Leben und Werk
Gottfried Spiegler war der Sohn des Wiener Arztes Albert Spiegler und seiner Frau Nina. Nach der Matura 1910 am Akademischen Gymnasium in Wien studierte er Physik und Mathematik an der Universität Wien. Im Ersten Weltkrieg war er bis 1918 als Funkoffizier eingesetzt, 1920 promovierte er an der Universität Wien zum Dr. phil. Ab 1923 arbeitete er unter Guido Holzknecht im Allgemeinen Krankenhaus in Wien an der röntgenologischen Abteilung, dem „Institut Holzknecht“. Dieser gründete 1927 die Röntgentechnische Versuchsanstalt, deren Leiter Gottfried Spiegler wurde. Ziel war, den damaligen „Wildwuchs“ in der Röntgentechnik einzudämmen, physikalisch-technische Standards auch im Strahlenschutz zu etablieren sowie diagnostische und therapeutische Prozesse zu optimieren. Mit verschiedenen Mitarbeitern machte Spiegler die Versuchsanstalt zu einer anerkannten Institution in Wien, bezeugt durch wissenschaftliche Arbeiten und mehrere Patentanmeldungen.
Unmittelbar nach der 10-Jahresfeier der Versuchsanstalt 1937 ließ sich Österreich durch Hitlerdeutschland „anschließen“ und Spiegler wurde als sogenannter Nicht-Arier entlassen. Er emigrierte 1939 nach England und konnte dort ab 1942 im Royal Marsden Cancer Hospital in einer Gruppe unter William Mayneord in seinem Fach weiterarbeiten. 1943 zählte er zu den Gründungsmitgliedern der Hospital Physicist Association (HPA), der Vereinigung britischer Medizinphysiker. Er veröffentlichte 1957 das Buch „Physikalische Grundlagen der Röntgendiagnostik“, trat in jenem Jahr in den Ruhestand, blieb aber weiterhin wissenschaftlich aktiv.
Gottfried Spiegler war in erster Ehe mit Margarete Hönig, Krankenschwester in Wien, in zweiter mit Irene Galitzenstein, einer deutschen Emigrantin in London verheiratet; er hatte keine Kinder. Bereits in Wien hatte er den weltbekannten Kunsthistoriker Ernst Gombrich, den späteren Direktor des Warburg Institute kennengelernt, mit dem er in England viel in Kontakt war; dieser war auch Trauzeuge seiner zweiten Ehe.

## Auszeichnungen
- Goldenes Verdienstkreuz am Bande (1918)
- Träger der Röntgen-Plakette (1966, Remscheid)
- Korrespondierendes Mitglied der Deutschen und der Österreichischen Röntgengesellschaft

## Schriften
- Physikalische Grundlagen der Röntgendiagnostik, Thieme Verlag, Stuttgart, 1957
- ca. 70 weitere wissenschaftliche Arbeiten 1923–1965

## Weiterführende Literatur
- Lebensbild Gottfried Spiegler. 75 Jahre Münch. Med. Woschr. 24, 1307, 1966
- Gottfried Spiegler zum 75. Geburtstag. Röntgenpraxis, Jg. XIX, Heft 6, 101–103, 1966
- 10-jähriges Bestehen der Röntgentechnischen Versuchsanstalt in Wien. Fort. Röntgenstr. Bd. 57, Heft 1, 1–23, 1938